# Rakowice, Kraków

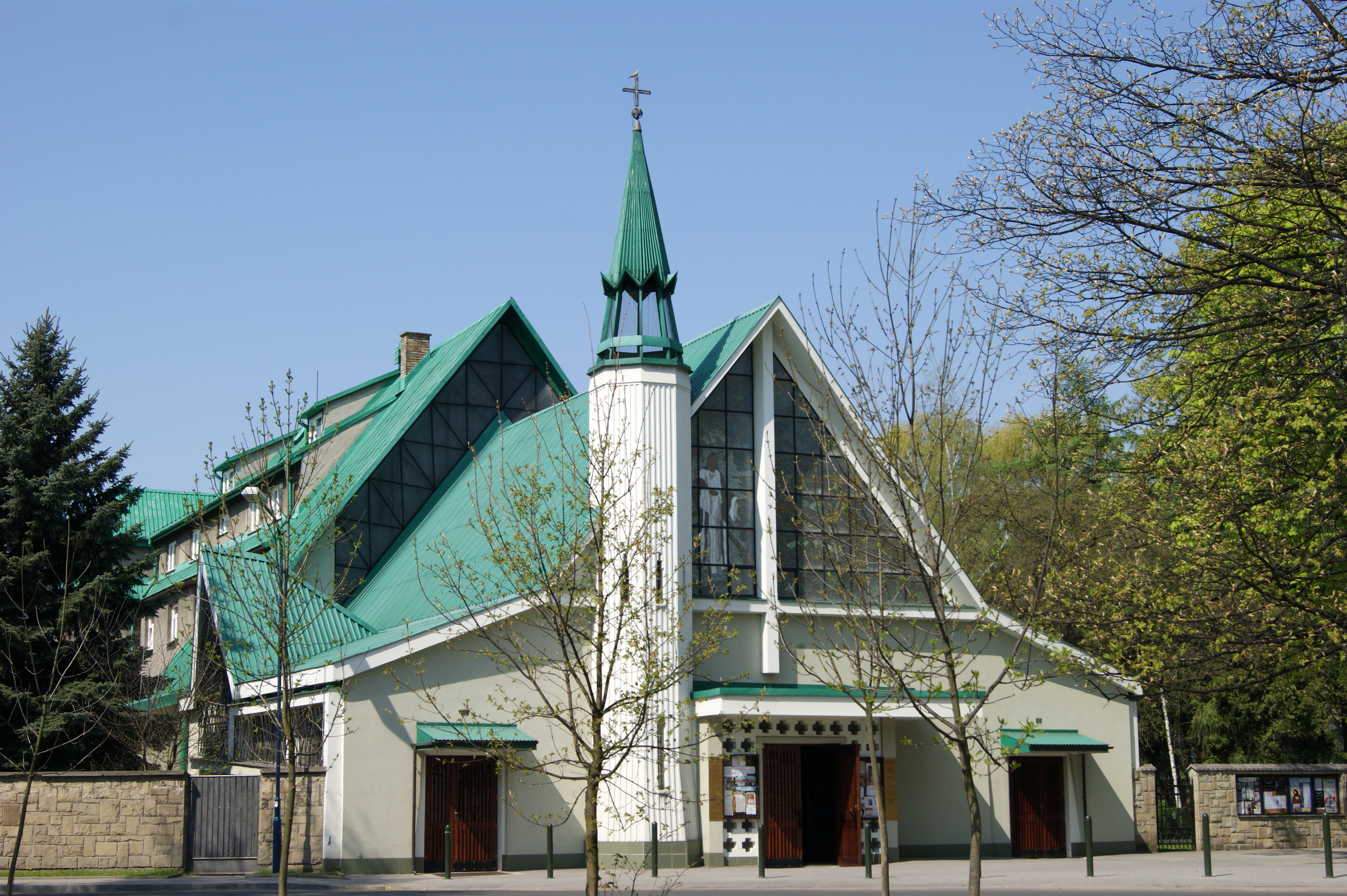
Nhà thờ Tên Thánh của Mary ở Rakowice

Rakowice, trước đây là một ngôi làng - là một khu đô thị ở Kraków, Ba Lan, một phần của cả hai: Quận III Prądnik Czerwony và Quận XIV Czyżyny. Hiện tại, khu phố đang bị đô thị hóa mạnh mẽ, với rất ít công viên. Các cấu trúc chiếm ưu thế là các tòa nhà chung cư và các nhà ở riêng lẻ. Rakowice thường bị nhầm lẫn với Nghĩa trang Rakowicki và đường Rakowicka - con đường cũ dài 2 kilômét (1,2 mi)   đường dẫn đến ngôi làng cũ.

## Lịch sử của Rakowice
Thông tin đầu tiên về khu vực trước đây là làng Rakowice bắt nguồn từ năm 1244. Vào thế kỷ 15, nó bao gồm một cụm trang trại và các nhà máy. Cho đến cuối thời Đệ nhất Cộng hòa, ngôi làng thuộc quyền sở hữu Hoàng gia. Vào đầu thế kỷ 20, một tu viện mới đã được xây dựng tại đó bởi Dòng Piarist - trật tự giáo dục Công giáo lâu đời nhất còn được gọi là Giáo sĩ nghèo của Đức mẹ. Hiện tại, tòa nhà tu viện đóng vai trò là một trường trung học địa phương.
Vào những năm 1912-19, Áo-Hung đổ nát đã xây dựng một sân bay ở Rakowice, một trong những sân bay hiện đại nhất và lớn nhất ở Ba Lan vào thời điểm đó. Trong thời kỳ giữa chiến tranh, khu vực này lần đầu tiên phát triển thành một khu dân cư, và sau Thế chiến II, đã có sự đô thị hóa hơn nữa ở đó. Rakowice được sáp nhập vào Kraków vào năm 1941. Đây là vị trí của osiedle Wieczysta và osiedle Ugorek (1960-1967).

## Địa điểm quan tâm
- Nhà thờ Tên Thánh của Mary
- Sân bay lịch sử Kraków-Rakowice-Czyżyny
- Trường trung học Stanisław Konarski tại tu viện Piarist cũ